# John F. Appleton

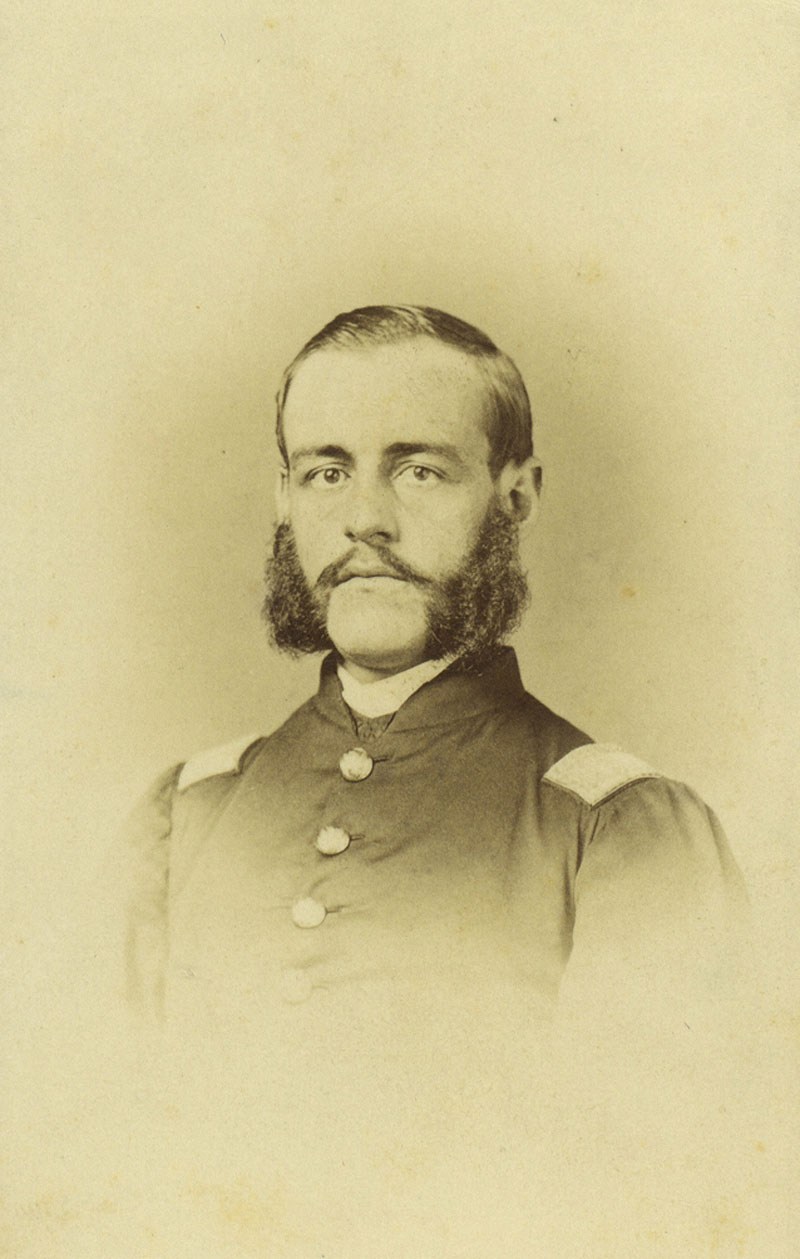
John F. Appleton

John Francis Appleton (* 29. August 1838 in Bangor, Maine; † 31. August 1870 ebenda) war ein amerikanischer Jurist und Offizier des US-Heeres während des amerikanischen Bürgerkrieges. Innerhalb der Freiwilligenorganisation des US-Heeres wurde er zum Brevet-Brigadegeneral befördert.

## Jugend
John F. Appleton war der älteste Sohn des Obersten Richters am Obersten Gerichtshof von Maine, John Appleton. Er besuchte die Bangor High School und studierte danach am Bowdoin College in Brunswick, Maine.

## Militärische Karriere
Ein Jahr nach Abschluss seines Studiums begann der Amerikanische Bürgerkrieg. Appleton stellte in Maine eine Kompanie des 12. Maine-Infanterie-Regiments auf, deren Kompaniechef er wurde. Das Regiment wurde im Laufe des Krieges in Louisiana und Virginia eingesetzt.
Appleton zeichnete sich durch tollkühnes Verhalten bei der Belagerung von Port Hudson aus. Am 15. Juni 1863 meldete er sich gemeinsam mit zwei Offizieren und 12 Soldaten seiner Kompanie freiwillig für ein Spezialregiment, das die Befestigungen Port Hudsons stürmen sollte. Den freiwilligen Offizieren wurde eine Beförderung in Aussicht gestellt; alle sollten eine Medaille erhalten.
Appelton blieb in Port Hudson stationiert, wurde zum Oberst befördert und zum Regimentskommandeur des 9. Infanterie-Regiments des Corps D’Afrique ernannt. Ein anderer General aus Bangor, Cyrus Hamlin, Sohn des Vizepräsidenten Hannibal Hamlin, der sich für die Bewaffnung der befreiten Sklaven einsetzte, war mit ihm in Louisiana stationiert. Ab dem 31. Januar 1864 führte er als dienstältester Regimentskommandeur die 2. Brigade der 1. Division des Corps D’Afrique. Gleichzeitig blieb er Regimentskommandeur, zunächst des 9., später des 81. US-Infanterie-Regiments.
Auf Grund großer Tapferkeit wurde Appleton am 18. Mai 1866 durch den Senat der Vereinigten Staaten, rückwirkend zum 13. März 1865, zum Brevet-Brigadegeneral der Freiwilligen befördert.

## Nach dem Bürgerkrieg
Während der Reconstruction wurde Appleton der Posten eines Richters am Bundesbezirksgericht für den östlichen Bezirk von Texas angeboten, jedoch lehnte er wegen einer Krankheit ab. Appleton praktizierte als Rechtsanwalt in Bangor und starb dort 1870. Er wurde auf dem städtischen Mount Hope Friedhof beigesetzt.